# Сангрур
Сангрур (англ. Sangrur, в.-пандж. ਸੰਗਰੂਰ) — город на юге индийского штата Пенджаб. Административный центр округа Сангрур.

## Общая информация
Расположен в 80 км к югу от города Лудхиана и в 48 км к западу от города Патиала, на высоте 231 м над уровнем моря. Важный транспортный узел. Климат города — довольно засушливый и жаркий. Сезон муссонов продолжается с середины июля по сентябрь. Основу экономики составляет сельское хозяйство и животноводство. Из достопримечательностей имеется ряд религиозных сооружений, включая гурудвары и индуистские храмы.

## Население
Население по данным переписи 2001 года составляет 78 717 человек (42 407 мужчин и 36 310 женщин). Уровень грамотности населения составляет 72 %, что выше среднеиндийского уровня 59,5 %.
| 1991   | 2001   | 2012    |
| ------ | ------ | ------- |
| 56 419 | 77 989 | 104 579 |

Источник: